# Gårdtjärnarna (Degerfors socken, Västerbotten, 716404-168009)
Gårdtjärnarna är en sjö i Vindelns kommun i Västerbotten och ingår i Umeälvens huvudavrinningsområde.